# Medveditsa (Volga)
Pour les articles homonymes, voir Medveditsa.
La Medveditsa (en russe : Медведица) est une rivière de l'oblast de Tver, en Russie, et un affluent de la rive gauche de la Volga.

## Géographie
La Medveditsa est longue de 259 km et draine un bassin versant de 5 570 km2. Son débit est de 41 m3/s. Elle se jette dans le réservoir d'Ouglitch, sur le cours supérieur de la Volga. La rivière est un lieu populaire de tourisme et de loisir.